# Arte dei Linaioli e Rigattieri
L'Arte dei Linaioli e Rigattieri è stata una delle Arti Minori delle corporazioni di arti e mestieri di Firenze. 

## Storia

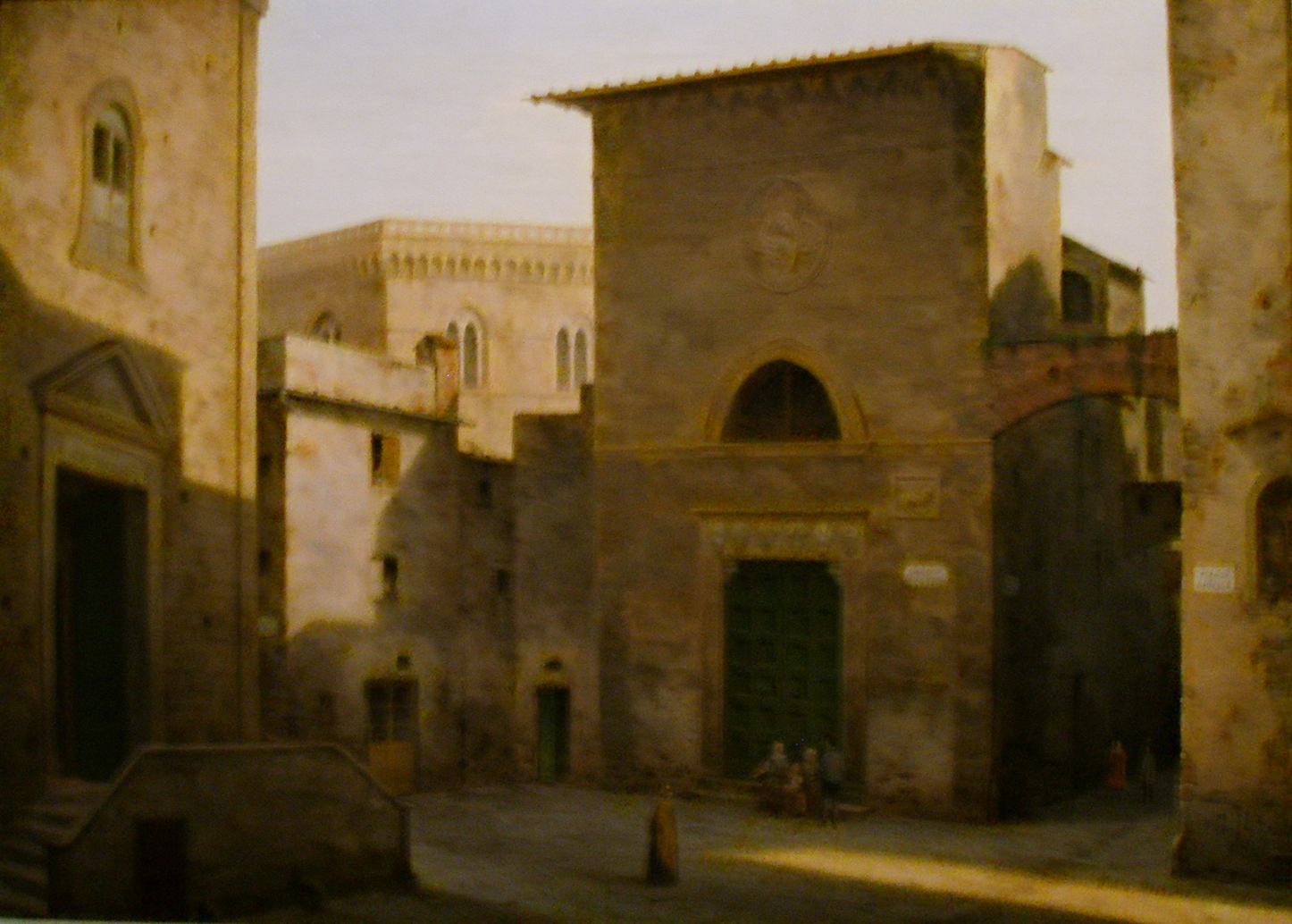
L'antica sede dell'Arte in un dipinto dell'Ottocento

La corporazione nacque nel 1291 dall'unione tra l'antica Arte dei Rigattieri e quella dei Linaioli, fino a quel momento separate; si trattò però di un'unione formale tra le due corporazioni che continuarono a mantenere per tutto il Trecento una certa autonomia amministrativa, nominando un console ciascuna, i quali operavano indipendentemente l'uno dall'altro sugli iscritti alla propria categoria.
La convivenza tra questi due gruppi non fu sempre facile e pacifica; soprattutto i linaioli si mostrarono inizialmente molto insofferenti all'unione con i rigattieri e continuarono ad osservare le norme contenute nei propri statuti, accettando solo di avere un rappresentante in comune per le questioni esterne all'Arte; per le controversie interne invece, si ricorse inizialmente all'arbitrato di un amico comune dei contendenti (previa autorizzazione dei consoli), in modo da evitare cause tra gli associati, ma nel 1325, il giudizio inappellabile su simili questioni venne affidato esclusivamente ai consoli.
Fu per un certo periodo tra le Arti mediane, consentendo anche ai loro rappresentanti di partecipare alla vita politica cittadina. 
La vera e propria fusione tra linaioli e rigattieri avvenne solo nel 1449, quando venne stipulato un accordo che mise fine alla separazione amministrativa con la creazione di una speciale commissione che doveva vigilare e regolare i rapporti reciproci.
Per questo motivo anche le sedi delle rispettive corporazioni rimasero divise per tutto il ‘300; i rigattieri si riunirono prima nella chiesa di Santa Maria degli Ughi e poi in quella di San Miniato tra le Torri, mentre i linaioli scelsero la chiesa di San Pier Buonconsiglio e in seguito Santa Maria Sopra Porta.

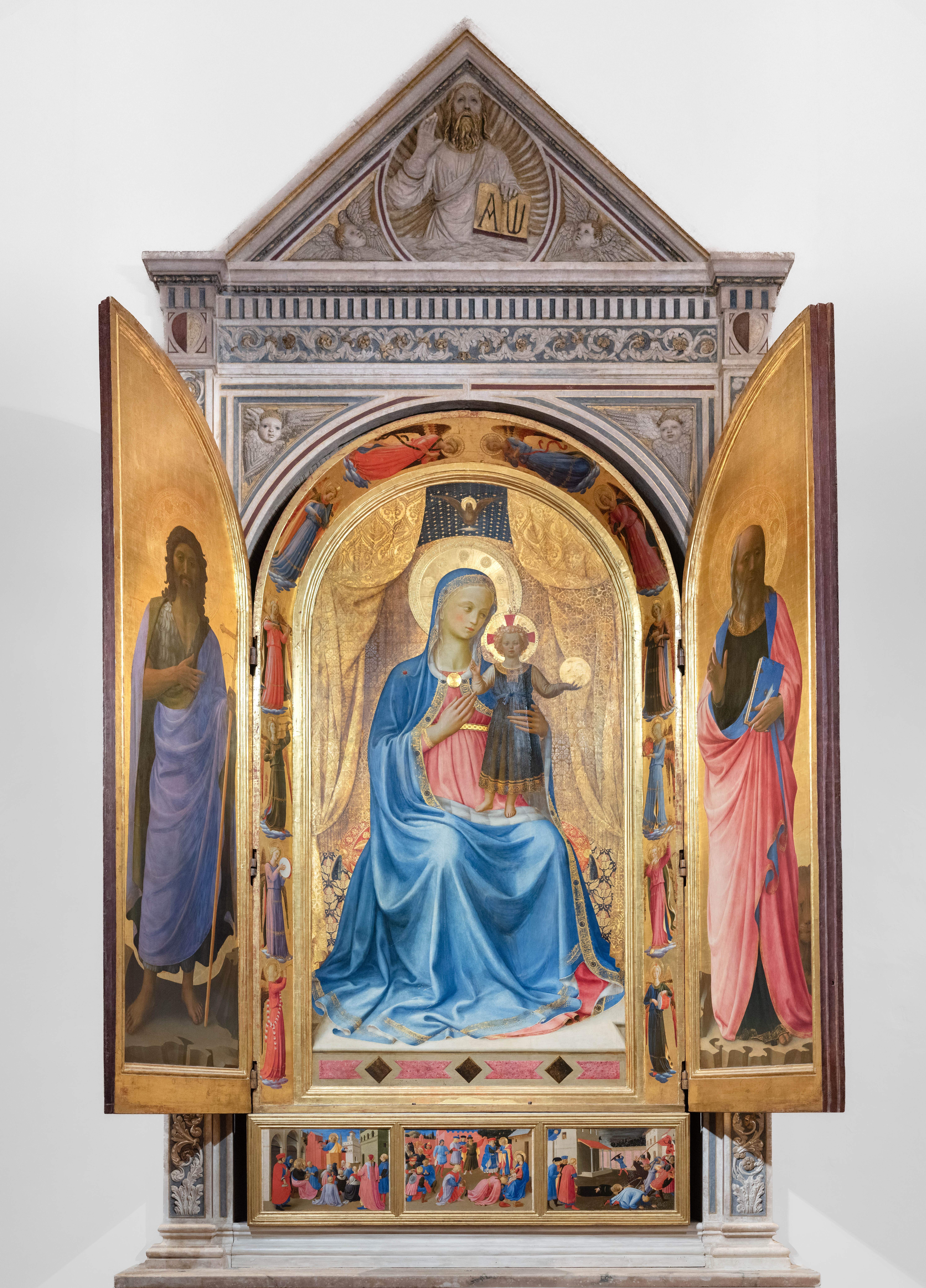
Il tabernacolo dei Linaioli di Ghiberti e Angelico

Alla fine l'Arte decise di acquistare una casa in piazza Sant'Andrea in cui venne definitivamente trasferita la sua sede; l'edificio venne restaurato e decorato con affreschi, tanto che nel libro di memorie di un cancelliere della corporazione, Bartolomeo di ser Gabriello Leoni, viene elogiata la bellezza di questa residenza, che nulla aveva da invidiare a quella delle Arti Maggiori, notoriamente le più ricche e influenti di Firenze.
Purtroppo poco è rimasto degli edifici sopra menzionati, perché essi vennero tutti demoliti nell'Ottocento durante i lavori di risanamento del Mercato Vecchio (oggi piazza della Repubblica); si sono salvati solamente alcuni frammenti, tra cui spiccano il portone d'ingresso dell'Arte ed il tabernacolo quattrocentesco realizzato nella bottega del Ghiberti per ospitare un dipinto di Beato Angelico (entrambi conservati presso il museo di San Marco), oltre a un soffitto a travi dipinte, alcuni stemmi e frammenti divisi tra il Museo Bardini e San Marco.
Il duca Alessandro I dei Medici nel 1534 decise di riformarne gli statuti, riducendole a semplici associazioni di mestiere, senza più alcuna rilevanza sul piano politico. L'"Università dei Linaioli", che riunì gli appartenenti alle Arti dei Linaioli, Rigattieri, Vinattieri e Albergatori, era governata da sei consoli ed ebbe per protettore san Marco; l'insegna adottata fu lo stemma bianco e rosso già dei Linaioli e la sede venne spostata più volte, finché nel 1703 venne stabilita sotto gli Uffizi, insieme a quella dei Fabbricanti e di Por San Piero.
Nel 1770 Pietro Leopoldo soppresse tutte le Arti istituendo la Camera di Commercio.

## Organizzazione interna

### I linaioli

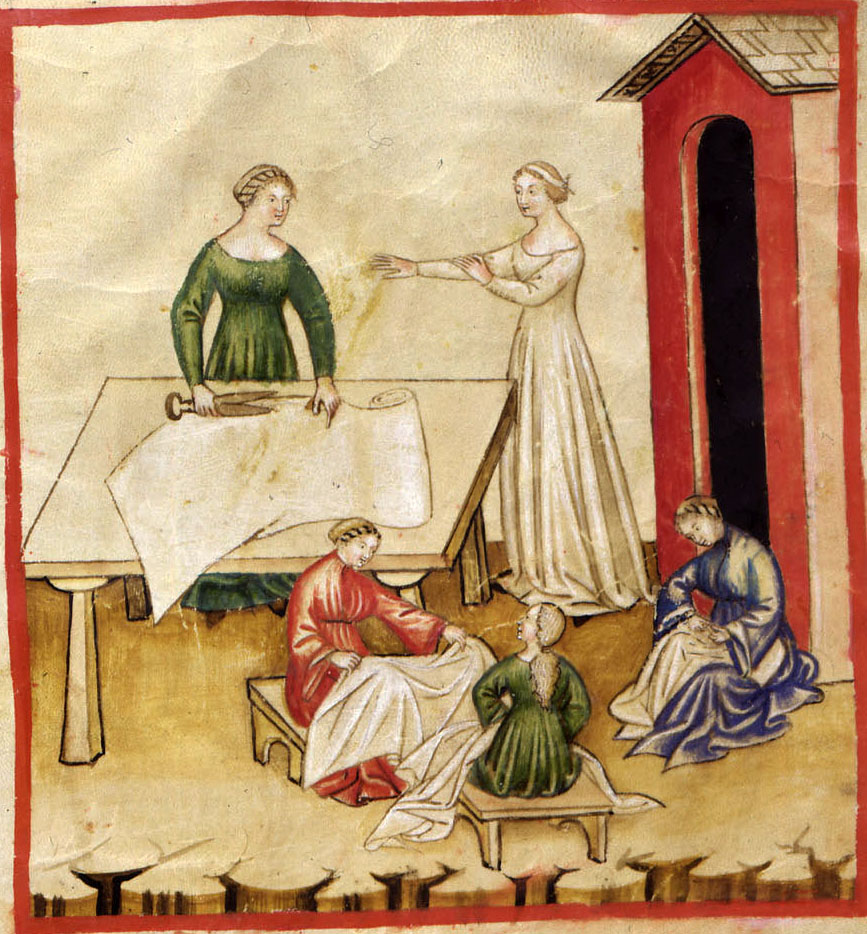
La lavorazione dei pannilini

I linaioli commerciavano biancheria di lino e di tela, sia allo stato grezzo che finemente ricamati, come tende, lenzuola, tovaglie (anche quelle per gli altari delle chiese), tovaglioli, asciugamani ecc.
Molte delle loro botteghe si trovavano nella zona del Mercato Vecchio proprio vicino a Piazza S. Andrea, dove confezionavano anche le cosiddette tovaglie di rinfranto, un tessuto in canapa o tela grossolana impiegato per l'imballaggio dei torselli, ossia quei rotoli in cui le pezze vendute dai mercanti venivano avvolte prima di essere spedite.
Come per i sottoposti all'Arte della Lana, anche in questa corporazione vi era un massiccio coinvolgimento delle donne, che svolgevano un ruolo fondamentale nel processo di lavorazione dei pannilini, occupandosi delle operazioni di filatura e tessitura.
Intorno alla metà del Quattrocento si svolgevano due importanti fiere in città, tra Via dei Servi e Piazza della Santissima Annunziata, in occasione della Quaresima e dell'Annunciazione; le tessitrici fiorentine vi partecipavano numerose, disponendo i loro rotoli sotto la Loggia dell'Ospedale degli Innocenti e riuscendo generalmente a concludere buoni affari.
Lo stemma dei linaioli era fatto così perché voleva rappresentare i diversi colori della stoffa dei tessuti di lino

### I rigattieri
Con il termine di rigattiere si intendeva allora il rivenditore di abiti usati, un'attività tenuta molto in considerazione soprattutto tra le fasce meno abbienti della popolazione, per la buona qualità e il costo modesto dei capi.
Esistevano comunque anche i barattieri, che rivendevano oggetti di poco pregio e i ferrivecchi, ma essi non avevano l'obbligo di iscriversi all'Arte, anche se le dovevano pagare una tassa sulle merci vendute; nelle botteghe dei rigattieri veri e propri invece, oltre al vestiario smesso ed ancora in buono stato, si trovavano spesso articoli di pregio (quelli che in pratica oggi si vedono nei negozi di antiquariato se non addirittura nei musei), come tessuti in broccato d'oro, tappeti, tende, cuscini o coperte di seta, pellicce, abiti talari o tonache, cassoni decorati, coperte da cavallo, gualdrappe ecc., molti dei quali provenivano dalle eredità di famiglie facoltose, chiese e conventi e non di rado dai bottini di guerra.
Ai rigattieri era consentita anche la vendita di abiti nuovi, sia da uomo che da donna, confezionati con stoffa nuova o usata e la loro attività era tenuta sotto controllo dalle autorità per evitare il commercio di cose rubate; lo statuto dell'Arte inoltre vietava qualsiasi trattamento atto a ridare ai tessuti invecchiati nuova brillantezza ed essere poi spacciati per nuovi, così come escludeva dalla possibilità di essere eletti consoli i venditori ambulanti.

### Altre categorie associate
A questa corporazione si immatricolavano anche i sarti, che fino alla metà del Trecento erano stati iscritti nell'Arte della Seta; il loro lavoro consisteva prevalentemente nel tagliare gli abiti secondo il modello desiderato, ma senza cucirli perché di questo normalmente si occupavano le donne a casa.
Il valore dell'abito, dunque, non era rappresentato tanto dal taglio quanto dal tipo di stoffa e dagli ornamenti scelti per confezionarlo e questo è il motivo per cui questa categoria venne relegata in un ruolo subalterno.
Nel Quattrocento anche i farsettai ed i materassai decisero di staccarsi dall'Arte della Seta e unirsi ai linaioli; i farsettai confezionavano i farsetti, ossia quei corpetti smanicati ai quali venivano attaccate le maniche e le calze per mezzo di laccetti, mentre i materassai imbottivano materassi, cuscini e coltroni con lana di pecora o capra oppure con le penne fornite dai pennaioli, che importavano anche le piume degli uccelli esotici da usare come ornamento.

## Membri celebri
Tra le famiglie fiorentine che fecero fortuna con questa attività si ricordano gli Alessandrini, i Baldesi, i Fiaschi, i Filippi, i Gaburri e i Grifoni.

## Patronati
Dagli inizi del Quattrocento il santo patrono dell'Arte divenne Marco Evangelista, la cui statua venne scolpita da Donatello nel 1411 e collocata nel tabernacolo della chiesa di Orsanmichele.